# Tettigidea steinbachi
Tettigidea steinbachi är en insektsart som beskrevs av Bruner, L. 1920. Tettigidea steinbachi ingår i släktet Tettigidea och familjen torngräshoppor. Inga underarter finns listade i Catalogue of Life.